# Sint-Pieterskerk (Tielt)

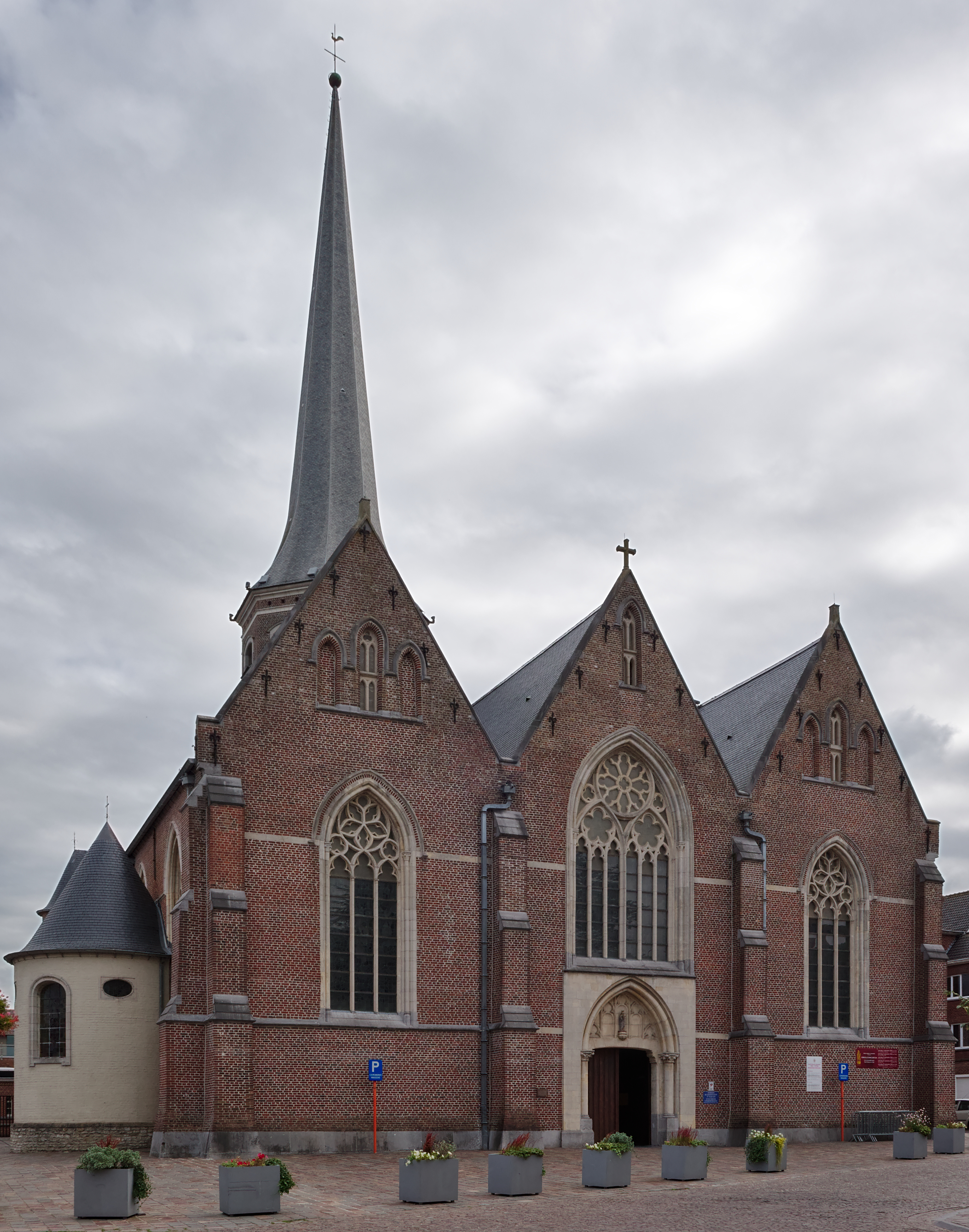
Sint-Pieterskerk

De Sint-Pieterskerk is de oudste kerk van de West-Vlaamse stad Tielt, gelegen aan de Kerkstraat.

## Geschiedenis
Vermoedelijk is pas in de 9e of 10e eeuw sprake van een bedehuis in Tielt. Het eerste document daaromtrent is van 1105. Hier wordt het tiendrecht van de kerk door Robrecht van Tielt afgestaan aan het Sint-Salvatorkapittel te Harelbeke. Er was sprake van een romaanse kruiskerk die in veldsteen was opgetrokken. In de loop van de 13e en 14e eeuw werd deze kerk vergroot tot een driebeukige gotische hallenkerk. Deze zou in 1381-1382 door de Gentse troepen zijn verwoest. Tot in de jaren '30 van de 15e eeuw werden herstelwerkzaamheden uitgevoerd. In 1452-1453 werd de kerk opnieuw vernield, nu door troepen van Filips de Goede en Gentse Groententers. Opnieuw werd de kerk herbouwd, in een traag tempo. Zo werden in 1544 de drie koren vergroot. In 1579 werd de kerk door de Malcontenten in brand gestoken. Vanaf 1594 vond opnieuw herstel plaats. De kerk werd de zetel van een aantal broederschappen, die elk een altaar hadden, zoals de Confrerie van de Heilige Drievuldigheid tot vrijkoping van de slaven. In 1645 werd de kerk, door Franse troepen ditmaal, opnieuw in brand gestoken. In de 2e helft van de 17e eeuw kwam er veel nieuw kerkmeubilair. In 1719-1720 werd een achtkante toren op de voet van de oude toren opgetrokken.
In 1798 werden de kerkelijke goederen openbaar verkocht, maar een stroman van de parochie kocht ze terug. De kerk werd een temple de la loi, maar in 1802 kon hij weer als parochiekerk in gebruik worden genomen. In 1843 werd de toren nog door bliksem getroffen. Van 1883-1892 vond een ingrijpende verbouwing plaats in neogotische trant.
Op 26 mei 1940 werd de kerk getroffen door een bombardement, waarbij toren, dak, sacristie en orgel vernield werden. Van 1949-1955 werden herstelwerkzaamheden uitgevoerd.

## Gebouw
Het betreft een driebeukige bakstenen hallenkerk die vooral neogotische elementen bevat. In 1935 werd een ommegang geplaatst, gewijd aan Sint-Nicolaas van Tolentijn, waarvan in 1730 relieken werden verworven. Deze omvat zes taferelen in reliëf, vervaardigd door Maurice Vander Meeren.

## Interieur
Het kerkmeubilair is voornamelijk neogotisch. De kerk bezit enkele schilderijen van de 17e en begin 18e eeuw, zoals van Louis de Deyster. Ook van Jan van Windekens is er werk, afkomstig van de Onze-Lieve-Vrouwekerk te Gistel.

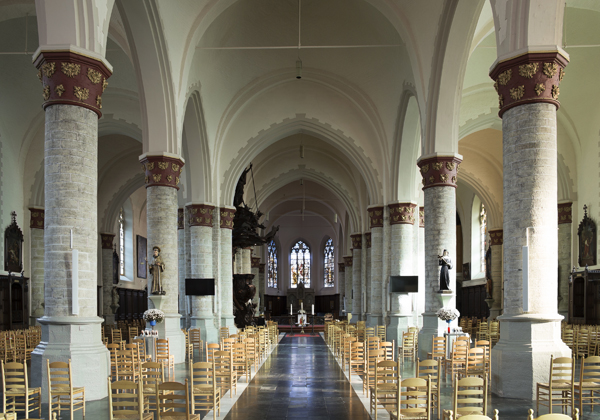
Interieur
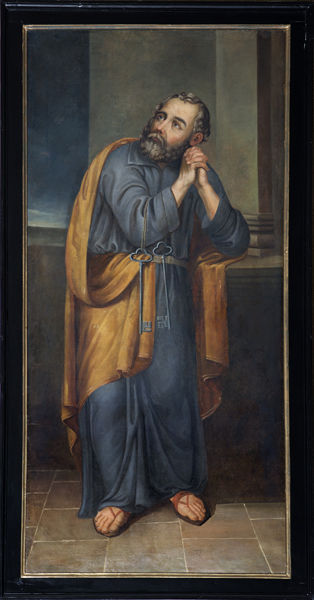
Sint Pieter
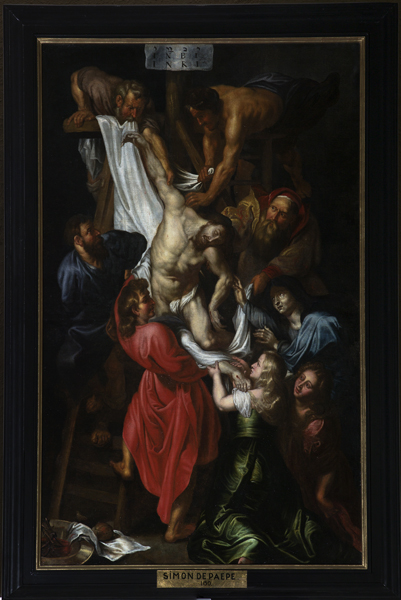
Kruisafneming door Simon de Paepe
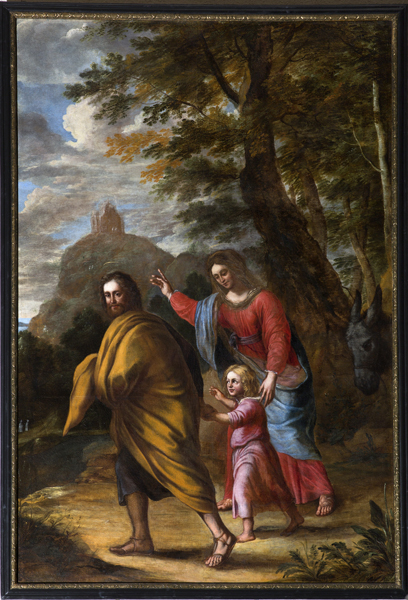
Schilderij van Lodewijk de Deyster
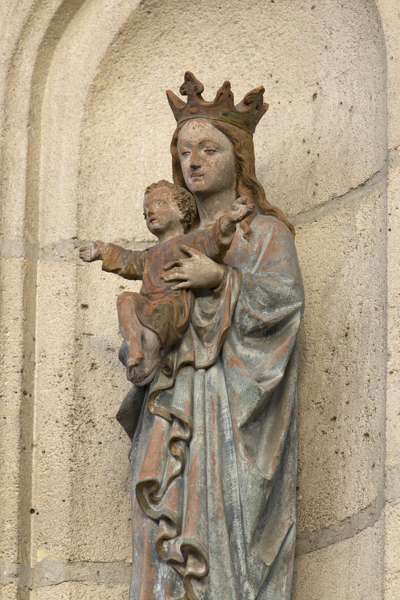
Maria met kind